# Drakfisk
Den här artikeln handlar om den röda vingsimpan. Se även Asiatisk arowana, Enligt Nationalencyklopedin har även arten Stomias boa det svenska trivialnamnet drakfisk.
Drakfisk (Pterois volitans), kallas också röd drakfisk eller röd vingsimpa, är en korallrevsfisk som lever i Indiska oceanen och västra delarna av Stilla havet. Den kan bli upp till 38 cm lång, och uppehåller sig normalt på 2–55 m djup.
Den återfinns även i karibiska havet och på USA:s östkust upp till Long Island, New York. Troligen introducerades den i vattnen utanför Florida på 1990-talet efter att en orkan förstört ett akvarium och fiskarna kom lösa. I denna miljö orsakar fisken stor skada, då den lokala faunan inte känner igen den som den rovfisk den är, och dessutom för att den enda naturliga fienden av tillräckligt mått, groupern (engelska; familj Serranidae, underfamilj Epinephelinae), överfiskas. Drakfisken kan också hållas i saltvattensakvarium. Spetsarna på fenstrålarna på drakfiskens ryggfena är giftiga. Drakfisken är ej upptagen på IUCN:s lista över hotade arter.

## Drakfisk som mat
Efter att drakfisken släpptes lös i södra Florida i och med det spräckta akvariet under 1980-talet har den spridit sig från västra Stilla havet till North Carolina, Karibien och Sydamerika. Den förökar sig snabbt, och minskar genom sitt födoval den biologiska mångfalden vid korallreven. Som en lösning på detta har Reef Environmental Education Foundation startat ett projekt som uppmuntrar dykare att döda drakfisk, och därpå äta dem. Köttet är vitt och smaken ska vara mild. Projektet fångade under säsong 2010 dock bara 941 drakfiskar. Därför har National Oceanic and Atmospheric Administration startat kampanjen Eat Lionfish. Florida Keys National Marine Sanctuary tillåter att dykare tar drakfisk från nästan hela området utan särskilt tillstånd. De är dock svårfångade.

## Övrigt
Det finns nio arter i släktet Pterois. Dessa drakfiskar ska för övrigt inte förväxlas med "svart drakfisk" (Melanostomias bartonbeani), som är en annan typ av fisk.

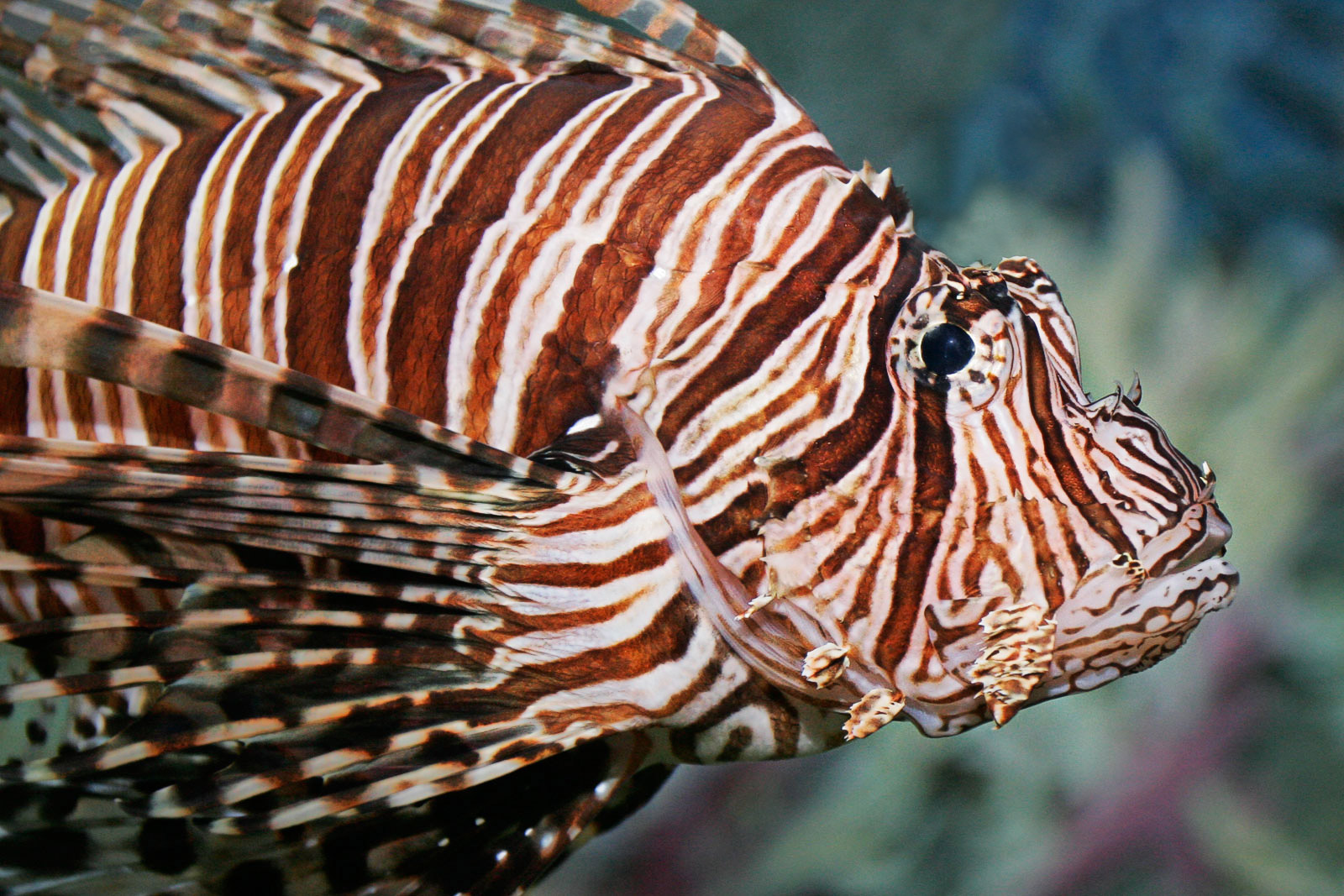
Drakfisk i Melbourne Aquarium